# L7 (rockband)
L7 är ett amerikanskt punk/grungeband som bildades i Los Angeles 1985 av Donita Sparks och Suzi Gardner och var mer aktivt fram till 2001. Med Jennifers Finch (tidigare medlem i musikprojektet Sugar Babydoll tillsammans med Kat Bjelland och Courtney Love) i spetsen blev de en av grundarna till riot grrrl-rörelsen, tillsammans med band som Babes in Toyland och Hole. 
Bandets debutskiva var, skivan "L7". "Smell the Magic" och "Bricks Are Heavy" blev mycket framgångsrika, och bandet har gjort kända låtar som "Wargasm" och "Pretend We're Dead" samt en cover på "Cherry Bomb" (Runaways)

## Medlemmar
- Donita Sparks – gitarr, sång (1985–2000)
- Suzi Gardner – gitarr, sång (1985–2000)
- Jennifer Finch – bas, sång (1987–1996)
- Roy Koutsky – trummor (1987–1988)
- Demetra Plakas – trummor, sång (1988–2000)
- Gail Greenwood – bas, sång (1996–1999)
- Janis Tanaka – bas (2000)

## Diskografi
- 1988 – L7
- 1990 – Smell the Magic
- 1992 – Bricks Are Heavy
- 1994 – Hungry for Stink
- 1997 – The Beauty Process: Triple Platinum
- 1998 – Live: Omaha To Osaka (livealbum)
- 1999 – Slap-Happy
- 2000 – The Slash Years (samlingsalbum)